# تريم عمران تريم
تريم عمران تريم (1942-16 مايو 2002)  سياسي وإعلامي إماراتي بارز، لعب دوراً مع شقيقه الراحل عبدالله عمران تريم في قيام وتاسيس دولة الإمارات العربية المتحدة، ويعد من أقطاب الإعلام العربي من خلال قيادته لمؤسسة دار الخليج للصحافة والطباعة والنشر التي تولى رئاسة مجلس إدارتها حتى وفاته. كما شغل منصب رئيس المجلس الوطني الإتحادي من عام 1977 حتى 1981.

## حياته
ولد تريم عمران تريم، في إمارة الشارقة بدولة الإمارات العربية المتحدة عام 1942. وبدأ سنواته الدراسية الأولى في مدرسة القاسمية بمدينة الشارقة، والتحق بمدرسة الشويخ في الكويت، وأكمل دراسته الجامعية في كلية الآداب بجامعة القاهرة.

لعب تريم عمران دوراً فاعلاً في جميع مراحل تأسيس وتطور دولة الإمارات العربية المتحدة. وكان أحد دعاة «الاتحاد التساعي» الذين طالبوا بتوحيد إمارات الخليج التسع عقب خروج الاحتلال البريطاني في مطلع عقد السبعينات من القرن الماضي، وحينما بدا أنه من العسير قيام الاتحاد التساعي، كان تريم في مقدمة المنادين لإقامة الاتحاد السباعي الذي هو اليوم دولة الإمارات العربية المتحدة.
فقد كان عضواً مشاركاً في مفاوضات تشكيل اتحاد الإمارات العربية المتحدة وسفيراً للإمارات في مصر، ورئيساً لوفد الإمارات في الجامعة العربية حتى عام 1976. وفي عام 1977 انتخب رئيسا للمجلس الوطني الاتحادي لدورتين متتاليتين، حيث اعطى التجربة البرلمانية الإماراتية في تلك الفترة زخما من خلال التركيز على القضايا المتصلة بدعم الكيان الاتحادي الجديد وتكريس حضور الدولة الاتحادية ضمن الاسرة العربية.
 حيث خرجت النقاشات من قالب النمطية، واختفت قولبة الأحاديث في نطاق المناطقية، وفردت المصلحة العامة مظلتها فوق السقف البرلماني، وحلت عمومية الأهداف دونها من الفردية، وتسارعت وتيرة العمل النيابي، وعلا صوته بين غيره من المجالس في المنطقة ككل، وسجل تريم عمران تريم اسمه بارزاً خلال الدورتين التشريعيتين اللتين استمر فيهما على المقعد الرئاسي للمجلس، وتمثلت الوقفات اللافتة له خلال تلك الفترة في التالي:
- مطالبته المستمرة بتوسيع الصلاحيات الاتحادية، وتقليص السلطات المحلية، ليعمل المحلي مع الاتحادي لمصلحة الوطن والمواطن.
- إصراره على ان تسري التشريعات الاتحادية ومشروعات القوانين التي يجيزها المجلس، على كل أنحاء الدولة إعمالاً لنصوص الدستور الذي أعطى الاتحاد حق التشريع.
- رفضه تمديد دستور الدولة الذي ظل لفترة طويلة حينذاك مؤقتاً، والتشديد على أن يكون للدولة دستور دائم، وتم ذلك بالفعل في فترة لاحقة.
- مطالبته بعرض قانون المصرف المركزي على المجلس، لتتم مناقشته، تنفيذاً للخطوات الدستورية المتعلقة بعرض مشروعات القوانين على المجلس لمناقشتها قبيل إصدارها.

وجاءت الإضاءة الكبرى خلال فترة ترؤس تريم عمران المجلس الوطني عبرالمذكرة المشتركة التي كانت من الموضوعات الأهم على الإطلاق حينذاك، التي وضعها، وصاغ بنودها تريم، وناقشها المجلس، وعقد لها مع مجلس الوزراء جلستين مشتركتين عام،1979 فيما كان مطلب توطيد أركان الاتحاد على رأس توصيات المذكرة التي لخصت قضايا الوطن في تلك المرحلة، من تعزيز وحدة الإمارات.

وفي عام 1980 تفرغ تريم للعمل الصحافي رئيسا لمجلس إدارة دار الخليج للصحافة والطباعة والنشر التي اسسها مع شقيقه الدكتور عبد الله عمران تريم، واعاد إصدار جريدة «الخليج»، التي صدرت لأول مرة عام 1970وكانت حينذاك تطبع في دولة الكويت، بالإضافة إلى مجلة «الشروق» التي سبقت في الصدور جريدة «الخليج» بعدة أشهر. ومنذ معاودة إصدار «الخليج» انصرف تريم عمران تريم إلى بناء مؤسسة صحافية هي أكبر مؤسسة خاصة بدولة الإمارات، حيث تصدر عنها، بالإضافة إلى جريدة «الخليج» ومجلة «الشروق» السياسية الجامعة، مجلة نسائية هي «كل الأسرة»، ومجلة «الاقتصادي» الشهرية، وجريدة «Gulf Today» اليومية باللغة الإنجليزية ومجلة «الأطفال الاذكياء»
.

## نشاطاته
- كان عضواً مؤسساً في منتدى التنمية لدول مجلس التعاون الخليجي
- كان رئيساً للجنة الإمارات للتكافل الاجتماعي.
- عمل نائباً لرئيس مجلس أمناء مؤسسة سلطان بن علي العويس الثقافية.
- كان عضواً في مجلس أمناء مركز دراسات الوحدة العربية.

## وفاته
توفي تريم عمران تريم في لندن  في 16 مايو 2002